# Alexandre Roumat
Pour les articles homonymes, voir Roumat.

a Compétitions nationales et continentales officielles uniquement.

b Matchs officiels uniquement.
Dernière mise à jour le 23 février 2025.
Alexandre Roumat, né le 27 juin 1997 à Dax (Landes), est un joueur international français de rugby à XV jouant au poste de troisième ligne aile ou troisième ligne centre au Stade toulousain depuis 2022.
Formé au Biarritz olympique où il fait ses débuts professionnels en 2015, il n'y joue que deux ans avant de rejoindre l'Union Bordeaux Bègles en 2017, puis le Stade toulousain en 2022 avec qui il remporte le Championnat de France en 2023, 2024 et 2025 ainsi que la Champions Cup en 2024.
Il est le fils d'Olivier Roumat, deuxième ligne et international français de rugby à XV.

## Biographie

### Jeunesse et formation
Alexandre Roumat naît le 27 juin 1997 à Dax. Il commence la pratique du rugby à XV à Hossegor (où il joue également à la pelote basque), à l'école de rugby de l'Association sportive Hossegor, puis du Capbreton Hossegor Rugby, club représentant les communes de Capbreton et de Soorts-Hossegor,.
Il rejoint le Biarritz olympique en 2012 en cadets, où il devient capitaine en cadets Gaudermen puis en Crabos. En 2015, il dispute la finale du championnat Crabos perdue d'un point, 22-23 contre Montpellier,.
Durant sa formation, il est le capitaine de l'équipe de France des moins de 18 ans avec qui il remporte le Championnat d'Europe en 2015 en battant la Géorgie en finale 57 à 0,. L'année suivante, il est sélectionné en équipe de France des moins de 19 ans pour un match face à l'Angleterre. Puis, il est international avec les moins de 20 ans, avec qui il participe aux Championnats du monde junior en 2016 et 2017 et aux Tournois des Six Nations des moins de 20 ans ces deux mêmes années,.

### Débuts professionnels à Biarritz (2015-2017)

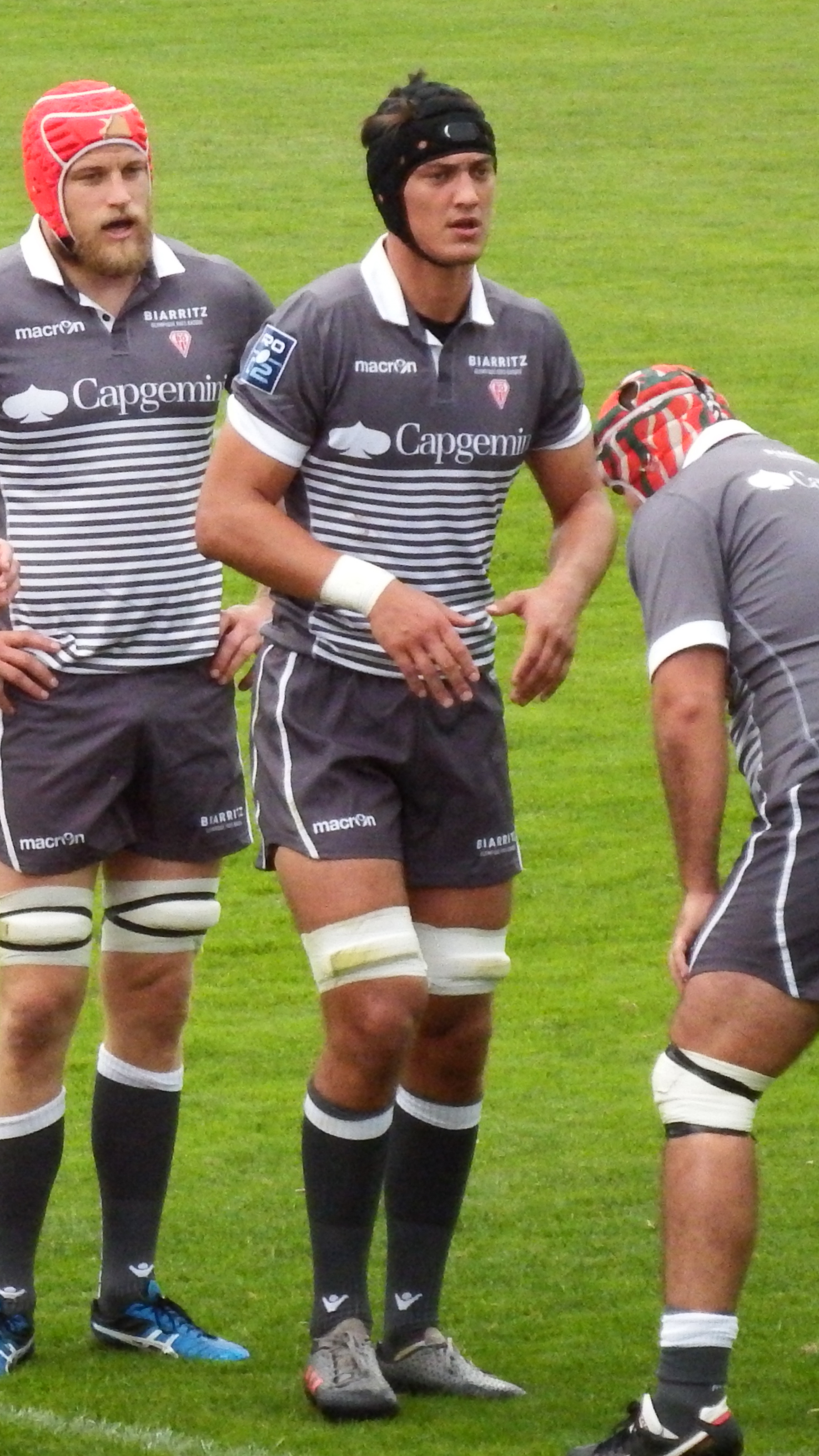
Alexandre Roumat en 10 2016 avec le Biarritz olympique.

Avant la reprise de la saison 2015-2016, il signe un contrat Espoir d'une durée de deux ans avec le BO. Puis, il fait ses débuts en équipe première sur le terrain de l'US Montauban le 28 août 2015, à l'occasion de la deuxième journée de Pro D2, lorsqu'il entre en jeu à la 65e minute à la place d'Alex Arrate. Pour sa première saison, il réalise de bonnes performances et progresse beaucoup,. Il joue au total dix matchs dont cinq titularisations, à seulement 18 ans.
La saison suivante, en 2016-2017, il s'impose dans son équipe et gagne beaucoup de temps de jeu. Il marque le premier essai de sa carrière lors de la 29e journée de championnat contre le Stade aurillacois, dans une victoire 41-8,. Puis, il dispute la demi-finale de Pro D2 face au SU Agen, le 14 mai 2017. Il entre en cours de jeu mais son équipe est battue sur le score de 26 à 14. Il s'agit de son dernier match avec son club formateur, puisque ses bonnes performances ont attiré l'Union Bordeaux Bègles qui le recrute pour la saison suivante. Pour sa deuxième saison professionnelle, il joue vingt-deux rencontres dont treize en tant que titulaire et marque un essai.

### Révélation à l'Union Bordeaux Bègles (2017-2022)

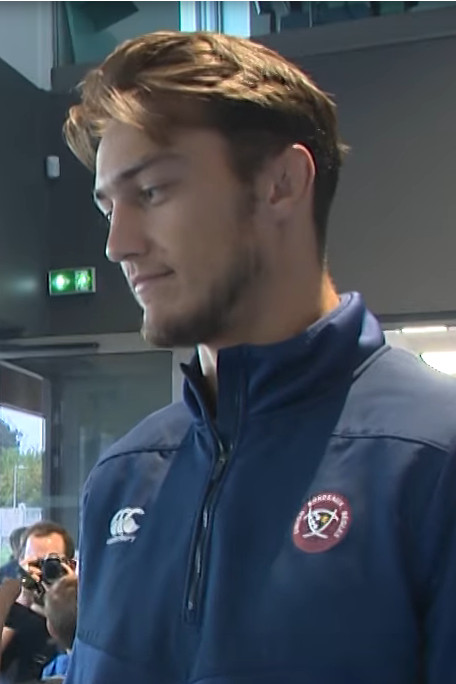
Alexandre Roumat en 10 2018, lors de sa deuxième saison au sein de l'UBB.

Après deux saisons jouées dans le Pays basque, Alexandre Roumat s'engage avec l'Union Bordeaux Bègles à partir de la saison 2017-2018, et y signe un contrat pour trois saisons, soit jusqu'en juin 2020,, afin d'évoluer en Top 14 et de continuer sa progression aux côtés de joueurs internationaux. Il joue son premier match avec sa nouvelle équipe le 16 septembre 2017, durant la quatrième journée de Top 14 contre Lyon. Il remplace Hugh Chalmers en seconde période, dans une défaite 49-14. Un mois plus tard, il joue pour la première fois un match de Challenge européen, quand il est titularisé contre les Russes d'Enisey-STM. Il marque à cette occasion son premier essai avec son nouveau club et l'UBB l'emporte largement 57 à 17. Après le départ de l'entraîneur Jacques Brunel vers l'équipe de France à la mi-saison et son remplacement par l'Anglais Rory Teague, Alexandre Roumat gagne du temps de jeu et connaît ses premières titularisations en Top 14. Cette période, lui permet de s'affirmer et de se révéler dans sa nouvelle équipe, alors âgé de 20 ans,. Pour ses débuts en première division, il joue huit matchs de championnat et cinq de Challenge européen, pour un essai inscrit.
C'est à partir de la 2018-2019 qu'Alexandre Roumat devient un titulaire à l'Union Bordeaux Bègles. Il s'impose même comme le chef de la touche. Malgré une saison décevante du club qui manque la qualification pour les phases finales, Alexandre Roumat confirme les espoirs placés en lui la saison dernière et devient un joueur important de son équipe, formant un duo complémentaire avec Mahamadou Diaby,. Cette saison, il joue vingt-cinq matchs toutes compétitions confondues, dont vingt-deux en tant que titulaire et marque trois essais.
En première partie de saison 2019-2020, il prolonge son contrat pour deux saisons avec le club girondin. L'UBB réalise un très bon début de saison, notamment grâce aux bonnes prestations d'Alexandre Roumat, qui devient toujours plus important dans son club. Puis, en seconde partie de saison, en janvier 2020, il est appelé pour la première fois dans le groupe de l'équipe de France pour préparer le Tournoi des Six Nations à la suite de la prise de fonction du nouveau sélectionneur Fabien Galthié. Il est convoqué en cours de rassemblement pour suppléer Dylan Cretin, blessé lors d'une opposition contre le XV de France militaire. Il ne joue toutefois aucun match avec les Bleus durant cette compétition. Avec l'arrivée de Christophe Urios à la tête de l'équipe en début de saison, Alexandre Roumat continue sa progression aux côtés d'un entraîneur qui compte sur lui et devient l'un des meilleurs du championnat de France à son poste. Alors que l'UBB est leader du Top 14 avec huit points d'avance sur le LOU second, la saison régulière est suspendue puis stoppée par la pandémie de Covid-19 en France ; la saison est définitivement annulée à la fin du mois d'avril. L'UBB n'est donc pas déclarée championne de France.
Alexandre Roumat entame la saison 2020-2021 comme un titulaire indiscutable en troisième ligne, accompagné par Mahamadou Diaby et Cameron Woki. C'est durant cette saison qu'il commence à jouer au poste de troisième ligne centre, repositionné par Christophe Urios,. Après avoir terminé à la quatrième place du classement général de la saison régulière du championnat, l'UBB élimine l'ASM Clermont en barrage, puis affronte le Stade toulousain en demi-finale. Roumat ne prend cependant pas part à cette rencontre perdue 24 à 21, Thomas Jolmès lui étant préféré. De même en Coupe d'Europe, les Girondins sont également battus en demi-finale par Toulouse.
Durant la saison 2021-2022, Alexandre Roumat joue vingt-quatre matchs toutes compétitions confondues. Pour la seconde fois consécutive, son club est battu en demi-finale du championnat, cette fois par le Montpellier HR. À l'issue de cette saison, en juin 2022, il participe à la tournée des Barbarians français aux États-Unis pour affronter la sélection américaine le 1er juillet 2022 à Houston. Les Baa-baas s'inclinent 26 à 21.

### Confirmation au Stade toulousain puis débuts en équipe de France (depuis 2022)
Le 1er juin 2022, en fin de contrat avec l'Union Bordeaux Bègles, Alexandre Roumat s'engage avec le Stade toulousain pour trois saisons, soit jusqu'en 2025. Arrivé durant la saison 2022-2023 pour y remplacer Antoine Miquel, faisant le chemin inverse, rejoignant l'UBB, il s'impose rapidement dans sa nouvelle équipe, notamment grâce à ses qualités de sauteur en touche et son style de jeu adapté à celui de l'équipe. En novembre 2022, il est appelé avec les Barbarians français, dans un groupe de 23 joueurs, pour affronter les Fidji au stade Pierre-Mauroy. Il est titularisé au poste de troisième ligne centre, marque un essai, mais les siens sont battus 46-14. Fin janvier 2023, il est convoqué en équipe de France afin de pallier l'absence sur blessure de dernière minute de Paul Boudehent pour le Tournoi des Six Nations 2023. Il est ainsi récompensé de son excellent début de saison avec son nouveau club et est de retour avec les Bleus deux ans après sa dernière convocation. Il ne participe cependant à aucune rencontre de ce tournoi, finalement remporté par l'Irlande.
De retour avec son club, il se qualifie jusqu'en demi-finale de la Champions Cup, avant d'être éliminé une fois de plus aux portes de la finale par le Leinster, une défaite 41 à 22,. Toutefois, en championnat, les Toulousains terminent à la première place de la saison régulière, se qualifiant donc en demi-finale où ils battent largement le Racing 92 sur le score de 41 à 14 et retrouvent donc le Stade rochelais en finale, comme en 2021,. Face aux Franciliens, Alexandre Roumat réalise un bon match et marque un essai. En finale comme en demi-finale, il est titulaire en troisième ligne en compagnie de Jack Willis et François Cros, puis est remplacé en seconde période par Alban Placines. Au terme d’un match très serré, Toulouse s'impose en fin de match et l'emporte 29 à 26,. Alexandre Roumat remporte donc le Bouclier de Brennus pour la première fois de sa carrière. Pour sa première saison à Toulouse, malgré la forte concurrence à son poste où l'on retrouve François Cros, Rynhardt Elstadt, Alban Placines, Yannick Youyoutte, Théo Ntamack et Jack Willis, il est, avec Mathis Lebel, le joueur le plus utilisé de l'effectif avec trente et une feuilles de match et 1860 minutes jouées.
Toujours aussi utilisé et performant en 2023-2024, Alexandre Roumat n'est dans un premier temps pas appelé en équipe de France pour le Tournoi des Six Nations 2024. Cependant, après le forfait de son coéquipier Anthony Jelonch, il est convoqué pour le remplacer. Pas présent sur la feuille de match lors de la première journée du tournoi contre l'Irlande, il est ensuite désigné sur le banc des remplaçants pour la deuxième journée, face à l'Écosse. Face aux Écossais, il entre en début de seconde période à la 48e minute de jeu à la place de Cameron Woki et connaît ainsi sa première cape avec les Bleus. Pour sa première sélection, il joue au poste de deuxième ligne alors qu'il n'a jamais débuté un match professionnel à ce poste. Il réalise tout de même une bonne entrée et les Français l'emportent 20 à 16.
Le 25 mai 2024, il est titulaire avec le Stade toulousain en finale de la Champions Cup au Tottenham Hotspur Stadium de Londres face au Leinster. Les Toulousains s'imposent 31 à 22 après les prolongations face aux irlandais et remportent ainsi le 6e titre de champions d'Europe du club.
Un mois plus tard, il est de nouveau titulaire en finale du Top 14, organisée exceptionnellement au Stade Vélodrome de Marseille, contre l'Union Bordeaux Bègles. Les Toulousains l'emportent 59 à 3, plus large score de l'histoire en finale du championnat de France.
Pour les deux premiers matchs du Tournoi des Six Nations 2025, il est titularisé au poste de deuxième ligne par Fabien Galthié, après le forfait de Thibaud Flament. Il est associé à son partenaire de club Emmanuel Meafou.

## Statistiques

### En club
| Saison                      | Saison                      | Championnat | Championnat | Championnat | Compétitions de l'EPCR | Compétitions de l'EPCR | Compétitions de l'EPCR |
| Saison                      | Saison                      | Compétition | M           | Ess.        | Compétition            | M                      | Ess.                   |
| --------------------------- | --------------------------- | ----------- | ----------- | ----------- | ---------------------- | ---------------------- | ---------------------- |
| 2015-2016                   | Biarritz olympique          | Pro D2      | 10          | -           | -                      | -                      | -                      |
| 2016-2017                   | Biarritz olympique          | Pro D2      | 22          | 1           | -                      | -                      | -                      |
| Total Biarritz olympique    | Total Biarritz olympique    | Pro D2      | 32          | 1           | -                      | -                      | -                      |
| 2017-2018                   | Union Bordeaux Bègles       | Top 14      | 8           | -           | Challenge européen     | 5                      | 1                      |
| 2018-2019                   | Union Bordeaux Bègles       | Top 14      | 23          | 3           | Challenge européen     | 2                      | -                      |
| 2019-2020                   | Union Bordeaux Bègles       | Top 14      | 14          | -           | Challenge européen     | 5                      | -                      |
| 2020-2021                   | Union Bordeaux Bègles       | Top 14      | 20          | -           | Coupe d'Europe         | 3                      | -                      |
| 2021-2022                   | Union Bordeaux Bègles       | Top 14      | 20          | -           | Coupe d'Europe         | 3                      | -                      |
| Total Union Bordeaux Bègles | Total Union Bordeaux Bègles | Top 14      | 85          | 3           | Coupes d'Europe        | 18                     | 1                      |
| 2022-2023                   | Stade toulousain            | Top 14      | 26          | 5           | Champions Cup          | 6                      | -                      |
| 2023-2024                   | Stade toulousain            | Top 14      | 14          | -           | Champions Cup          | 5                      | 2                      |
| Total Stade toulousain      | Total Stade toulousain      | Top 14      | 40          | 5           | Champions Cup          | 11                     | 2                      |
| Total                       | Total                       | Total       | 157         | 9           | Compétitions EPCR      | 29                     | 3                      |

### Internationales
Au 23 février 2025, Alexandre Roumat compte 10 sélections en équipe de France, dont 4 en tant que titulaire depuis sa première cape face à l'Ecosse, le 10 février 2024. Il a inscrit cinq points (1 essai). Il a pris part à deux éditions du Tournoi des Six Nations en 2024 et 2025.
| Année | Compétition | Matchs | Points | Essais |
| ----- | ----------- | ------ | ------ | ------ |
| 2024  | Six Nations | 4      | -      | -      |
| 2024  | Test matchs | 3      | 5      | 1      |
| 2025  | Six Nations | 3      | -      | -      |
| Total | Total       | 10     | 5      | 1      |

| Adversaire     | Matchs joués | Victoires | Défaites | Nuls | Essais | Points | % de victoire |
| -------------- | ------------ | --------- | -------- | ---- | ------ | ------ | ------------- |
| Écosse         | 1            | 1         | 0        | 0    | 0      | 0      | 100           |
| Italie         | 1            | 0         | 0        | 1    | 0      | 0      | 0             |
| Pays de Galles | 1            | 1         | 0        | 0    | 0      | 0      | 100           |
| Angleterre     | 1            | 1         | 0        | 0    | 0      | 0      | 100           |
| Total          | 4            | 3         | 0        | 1    | 0      | 0      | 75            |

## Palmarès

### En club
- Biarritz olympique
  - Finaliste du Championnat de France Crabos en 2015
- Stade toulousain
  - Vainqueur du Championnat de France en 2023, 2024 et 2025[N 1]
  - Vainqueur de la Champions Cup en 2024

### En sélection nationale
- France -20 rugby à sept
  - Vainqueur des Jeux olympiques de la jeunesse en 2014[71]
- France -18
  - Vainqueur du Championnat d'Europe des moins de 18 ans en 2015
- France
  - Vainqueur du Tournoi des Six Nations en 2025

#### Tournoi des Six Nations
| Édition          | Rang | Résultats France | Résultats Roumat | Matchs Roumat |
| ---------------- | ---- | ---------------- | ---------------- | ------------- |
| Six Nations 2024 | 2    | 3 v, 1 n, 1 d    | 3 v, 1 n, 0 d    | 4/5           |
| Six Nations 2025 | 1    | 4 v, 0 n, 1 d    | 2 v, 0 n, 1 d    | 3/5           |

Légende : v = victoire ; n = match nul ; d = défaite ; la ligne est en gras quand il y a Grand Chelem.